# Круглик (Молдова)
Круглик (рум. Cruglic) — село в Криулянском районе Молдавии. Относится к сёлам, не образующим коммуну.

## География
Село расположено примерно в 10 км к западу от города Криулень на высоте 71 метр над уровнем моря. Северо-восточнее села протекает река Реут.

## Население
По данным переписи населения 2004 года, в селе Круглик проживает 2848 человек (1439 мужчин, 1409 женщин).
Этнический состав села:
| Национальность | Число жителей | Процентный состав |
| -------------- | ------------- | ----------------- |
| молдаване      | 2822          | 99,09             |
| украинцы       | 11            | 0,39              |
| русские        | 8             | 0,28              |
| болгары        | 4             | 0,14              |
| гагаузы        | 1             | 0,04              |
| прочие         | 2             | 0,07              |
| Всего          | 2848          | 100 %             |